# Węgierska muzyka ludowa

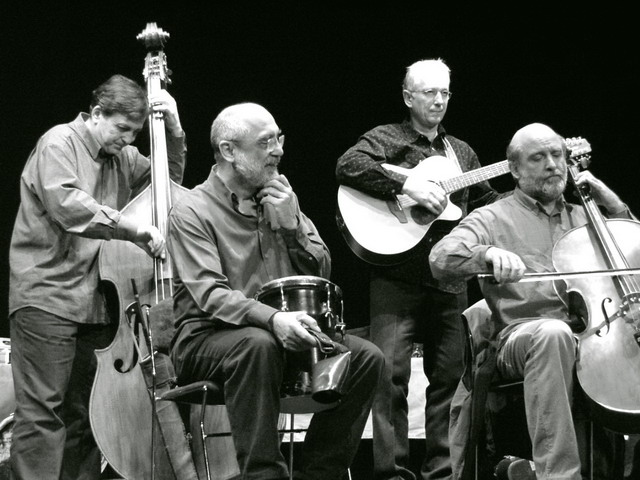
Zespół Kaláka

Węgierska muzyka ludowa (węg. magyar népzene) – muzyka ludowa Węgrów. 
Ma swoje korzenie w muzyce Azji, skąd przybyli ugrofińscy przodkowie narodu, oraz w muzyce podbitych przez nich plemion słowiańskich. Widoczne są w niej również wpływy muzyki cygańskiej oraz, w mniejszym stopniu, tureckiej. 
Wśród badaczy węgierskiej muzyki ludowej największą rolę odegrali Béla Bartók i Zoltán Kodály. Obaj byli nie tylko etnografami, ale także kompozytorami, w związku z czym elementy zapożyczone z muzyki ludowej użyte w ich utworach trafić mogły do szerokich rzesz słuchaczy.
Charakterystyczne dla węgierskiej muzyki ludowej są kapele cygańskie, natomiast obecnie jedną z jej najbardziej znanych wykonawczyń jest Márta Sebestyén.
Narodowym tańcem węgierskim jest czardasz.

## Wybrani wykonawcy muzyki węgierskiej
- Muzsikás
- Márta Sebestyén
- Vujicsics(inne języki)
- Téka